# 阿尔普里什
阿尔普里什（法語：Harprich，法語發音：[aʁpʁiʃ]）是法国摩泽尔省的一个市镇，属于福尔巴克-布莱摩泽尔区。

## 地理
阿尔普里什（48°57'42"N, 6°39'20"E）面积8.78 平方千米，位于法国大東部大區摩泽尔省，该省份为法国东北部内陆省份，是洛林的一部分，西南接默尔特-摩泽尔省，东临下莱茵省，北与卢森堡和德国接壤。
与阿尔普里什接壤的市镇（或旧市镇、城区）包括：巴龙维尔、贝里格-万特朗日、比斯特罗夫、朗德罗夫、莫朗日、瓦勒朗日、维莱。

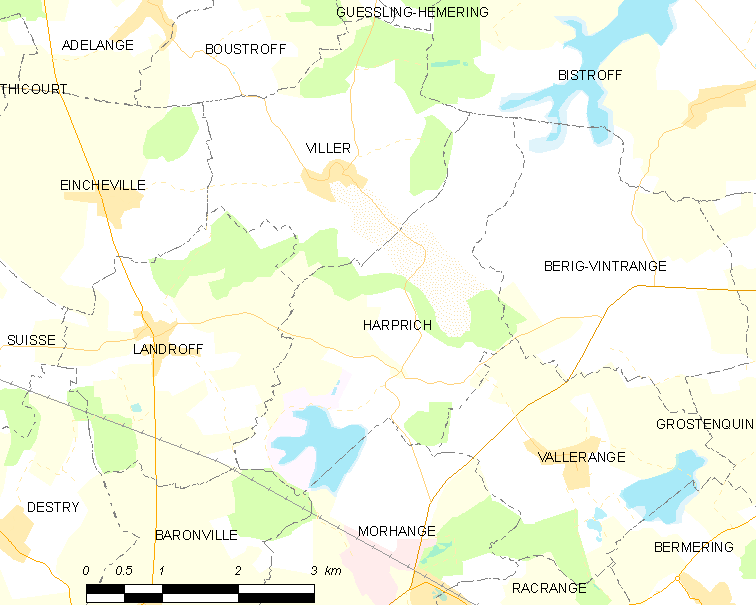
阿尔普里什的OSM定位图

阿尔普里什的时区为UTC+01:00、UTC+02:00（夏令时）。

## 行政
阿尔普里什的邮政编码为57340，INSEE市镇编码为57297。

## 政治
阿尔普里什所属的省级选区为萨拉尔布县。

## 人口

1962-2008年间阿尔普里什人口变化图示

阿尔普里什于2022年1月1日时的人口数量为186人。